# Helmut Brade (Grafikdesigner)
Helmut Brade (* 16. November 1937 in Halle (Saale)) ist ein deutscher Bühnenbildner, Plakatgestalter und Grafikdesigner. Er ist emeritierter Professor für Kommunikationsdesign der Burg Giebichenstein Kunsthochschule Halle.

## Leben und Karriere
Helmut Brade besuchte bis zum Abitur die Landesschule Pforta bei Naumburg. Er studierte von 1955 bis 1960 Keramik, Architektur und Grafik an der Hochschule für industrielle Formgestaltung Halle, Burg Giebichenstein, u. a. bei Walter Funkat. Dabei lernte er seine spätere Frau Christina kennen. Nach dem Ende des Studiums arbeitet Brade als freischaffender Maler, Grafiker und Grafikdesigner. 1972 begann er auf Empfehlung seines ehemaligen Mitschülers, des Regisseurs Achim Freyer, als Bühnenbildner für internationale Theater und Opernhäuser zu arbeiten, zuerst an der Berliner Volksbühne für Inszenierungen von Benno Besson und Brigitte Soubeyran. Seit 1985 arbeitete er wiederholt mit dem Regisseur Peter Konwitschny zusammen. Brade war bis 1990 Mitglied des Verbands Bildender Künstler der DDR. Er hatte in der DDR eine bedeutende Zahl von Einzelausstellungen und Ausstellungsbeteiligungen, u. a. von 1962 bis 1988 auf allen Deutschen Kunstausstellungen bzw. Kunstausstellungen der DDR in Dresden.
Mit einer Dozentenstelle begann 1993 seine Lehrtätigkeit an der Burg Giebichenstein Kunsthochschule Halle. Schon ein Jahr später übernahm er die Professur für Kommunikationsdesign, die er bis zu seiner Emeritierung 2003 innehatte. Von 1999 bis 2004 war er Präsident der Freien Akademie der Künste in Leipzig. Er ist Mitglied in der Alliance Graphique Internationale und lebt in Halle.

## Rezeption
„Seine Arbeiten sind einzigartig, phantasievoll, stecken voller Fabulierlust, sind hintersinnig und inspirierend.“

## Werk
Brade prägte als Hochschullehrer mehrere Generationen von Künstlerinnen und Künstlern. Als Grafiker, Grafikdesigner, Plakatgestalter, Bühnen- und Kostümbildner ist er national und international bekannt. Bis 2022 wurde über 750 seiner Plakate für Opern, Museen, Kinos und Theater veröffentlicht. Seine Werke wurden u. a. auf der 1. bis 17. Internationalen Plakatbiennale in Warschau, in Brno, Fort Collins (Colorado), Algier, Mons (Belgien), Mexiko-Stadt und Toyama (Japan) ausgestellt. Anlässlich des hundertjährigen Bestehens der Burg Giebichenstein Kunsthochschule Halle 2015 entstand die Jubiläums-Ausstellung Die 100 besten Plakate der Burg – aus dem 2.000 Plakate umfassenden Hochschul-Archiv wurden dafür 17 Arbeiten von Helmut Brade ausgewählt.

## Werke (Auswahl)
- Plakat zur Ausstellung „Aus der Geschichte der Jagd“ 1973 im Heimatmuseum Halle/Saale, 1973[5]

## Auszeichnungen
- 1978: Kunstpreis der Stadt Halle
- 1985: Kunstpreis der DDR
- 1988: Nationalpreis der DDR III. Klasse
- 1990: Händelpreis
- 2003: Kunstpreis des Landes Sachsen-Anhalt

## Veröffentlichungen
- Plakate und andere Arbeiten. Halle 1987, herausgegeben von der Staatlichen Galerie Moritzburg
- Plakate No. 2 1987–92. Halle (Saale) 1993
- Plakate No. 3, 1993–2003. Halle (Saale) 2003
- Plakate. Verlag MMKoehn, Berlin/Leipzig 2014, ISBN 978-3-944903-07-1
- Ich zeichne noch Buchstaben. Texte 1965–2017. Herausgegeben von Gerhard Wünsche. Verlag MMKoehn, Berlin/Leipzig 2017, ISBN 978-3-944903-42-2
- Kaufmann, Sylke (Hg.): Helmut Brade in Kamenz. Kamenz 2022, ISBN 978-3-910046-84-9